# گشنی
گشنی، روستایی است از توابع بخش ارم در شهرستان دشتستان استان بوشهر ایران.

## جمعیت
این روستا در دهستان ارم قرار داشته و براساس سرشماری سال ۱۳۹۵ جمعیت آن ۷۳نفر (۱۱خانوار) می‌باشد.